# 費爾菲爾德鎮區 (內布拉斯加州哈倫縣)
費爾菲爾德鎮區（英語：Fairfield Township）是位於美國內布拉斯加州哈倫縣的一個行政鎮區。

## 地方資料
費爾菲爾德鎮區的面積為91.92平方千米，皆為陸地。根據2020年美國人口普查的數據，當地共有人口51人，而人口密度為每平方千米0.55人。